# Izagaondoa
Izagaondoa är en kommun i Spanien.   Den ligger i provinsen Provincia de Navarra och regionen Navarra, i den nordöstra delen av landet, 300 km nordost om huvudstaden Madrid. Antalet invånare är 183. Arean är 60 kvadratkilometer.
Terrängen i Izagaondoa är huvudsakligen kuperad, men norrut är den platt.